# Brachysteleum
Brachysteleum là một chi rêu trong họ Ptychomitriaceae.